# Benjamin P. Birdsall

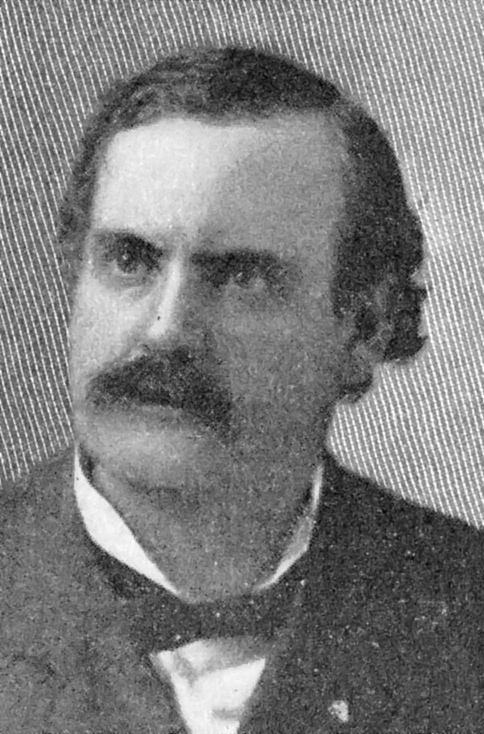
Benjamin P. Birdsall

Benjamin Pixley Birdsall (* 26. Oktober 1858 in Weyauwega, Waupaca County, Wisconsin; † 26. Mai 1917 in Clarion, Iowa) war ein US-amerikanischer Politiker. Zwischen 1903 und 1909 vertrat er den Bundesstaat Iowa im US-Repräsentantenhaus.

## Werdegang
Benjamin Birdsall besuchte die öffentlichen Schulen seiner Heimat und danach die Iowa State University in Iowa City. Nach einem anschließenden Jurastudium und seiner im Jahr 1878 erfolgten Zulassung als Rechtsanwalt begann er in Clarion seinem neuen Beruf zu arbeiten. Zwischen 1893 und 1900 war er Bezirksrichter im elften Gerichtsbezirk von Iowa.
Birdsall war Mitglied der Republikanischen Partei. Im Jahr 1902 wurde er im dritten Wahlbezirk von Iowa in das US-Repräsentantenhaus in Washington, D.C. gewählt, wo er am 4. März 1903 die Nachfolge von David B. Henderson antrat. Nach zwei Wiederwahlen konnte er bis zum 3. März 1909 drei zusammenhängende Legislaturperioden im Kongress absolvieren.
Ursprünglich wollte er sich 1908 für eine weitere Amtszeit bewerben. Da aber die parteiinterne Konkurrenz sehr stark war, zog er seine Kandidatur zurück. Nach dem Ende seiner Zeit im US-Repräsentantenhaus arbeitete Birdsall wieder als Anwalt. Er starb am 26. Mai 1917 in Clarion.